# Critoniopsis foliosa
Critoniopsis foliosa là một loài thực vật có hoa trong họ Cúc. Loài này được (Benth.) H.Rob. mô tả khoa học đầu tiên năm 1993.